# Sweet Little Boy
「Sweet Little Boy」（スウィート・リトル・ボーイ）は、1989年2月21日にポニーキャニオン/SEE・SAWから発売された川村かおりの2枚目のシングル。

## 内容
- 1枚目のアルバム『ZOO』からのシングル・カット。
- 表題曲は次作シングル「Hard Rain」にロシア語版が収録されている。

## 収録曲
作詞：川村かおり・辻仁成　作曲・編曲：辻仁成
1. Sweet Little Boy
2. 真っ白な月 Moon on the Destiny